# PC Engine
PC Engine (japanska: PCエンジン?, PC Enjin), i USA: Turbografx-16, var en spelkonsol ifrån NEC Corporation och Hudson Soft som släpptes i Japan, USA, Frankrike och Sydkorea. En av NEC PAL-anpassad version av den amerikanska Turbografx-16 släpptes 1990 i en mindre serie på den europeiska marknaden under namnet Turbografx (utan tillägget 16). Dessa såldes främst i Storbritannien och Spanien, men även i länder som Portugal och Nederländerna. Konsolen var ett hybridsystem: den hade en 8-bitars processor men en 16-bitars grafikprocessor. PC Engine hade både konkurrenskraftig hård- och mjukvara, men den kunde inte stå sig mot SNES och Mega Drive och hamnade således på tredje plats.

## Historia
I mitten på 80-talet gick NEC Corporation och Hudson Soft ihop och utvecklade PC Engine som senare släpptes 1987.
Under konsolens livstid släpptes 15 varianter, bland annat en CD-ROM-expansion och portabla system.

## CD-ROM²
En av de viktigaste tillbehören till PC Engine var CD-ROM², en CD-ROM-expansion som släpptes 1988.
Denna expansion släpptes även senare sammanslagen med en PC Engine under namnet PC Engine Duo 1991.

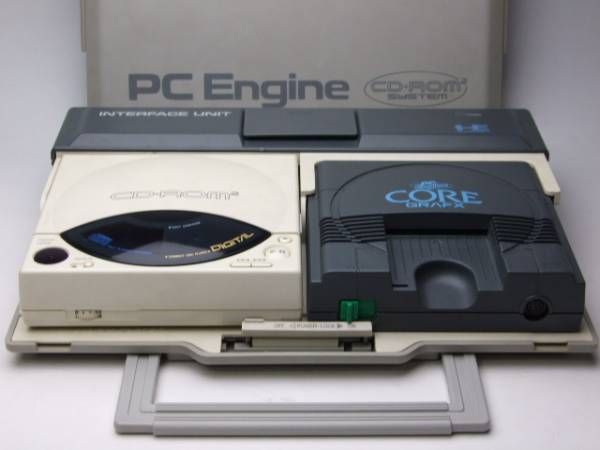
PC-Engine CoreGrafx CD-ROM².
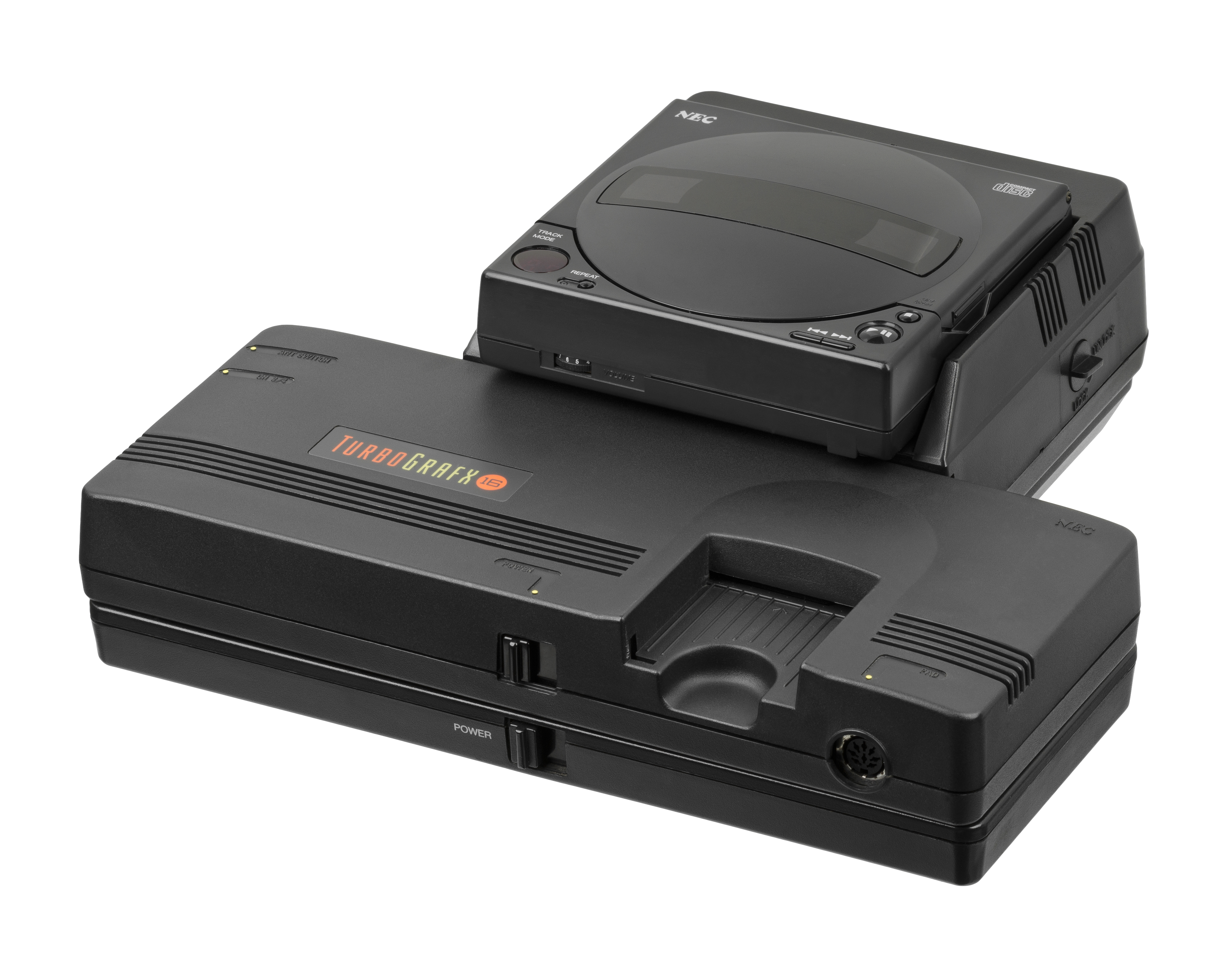
TurboGrafx-16 CD-ROM².
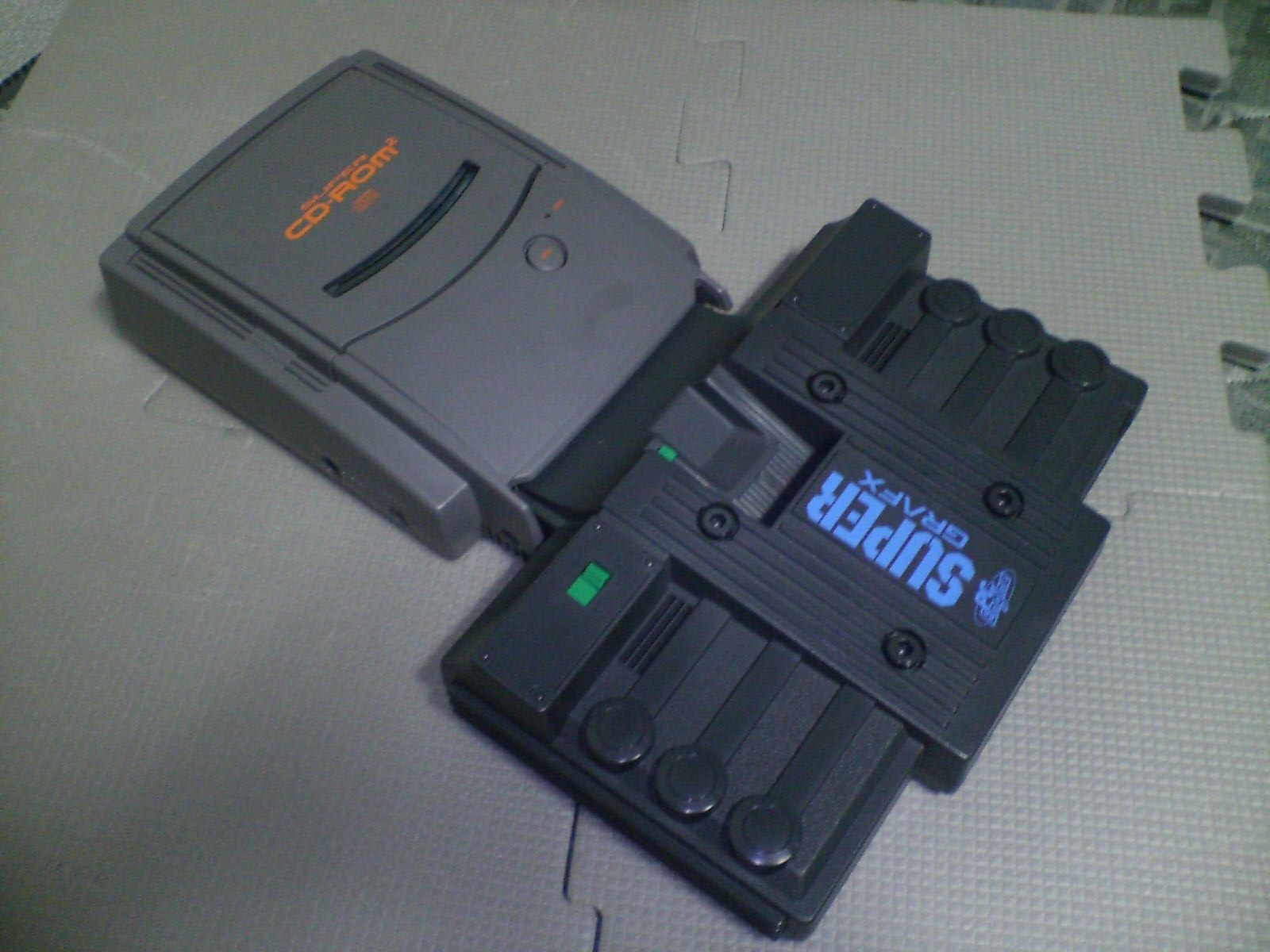
SuperGrafx Super-CD-ROM².
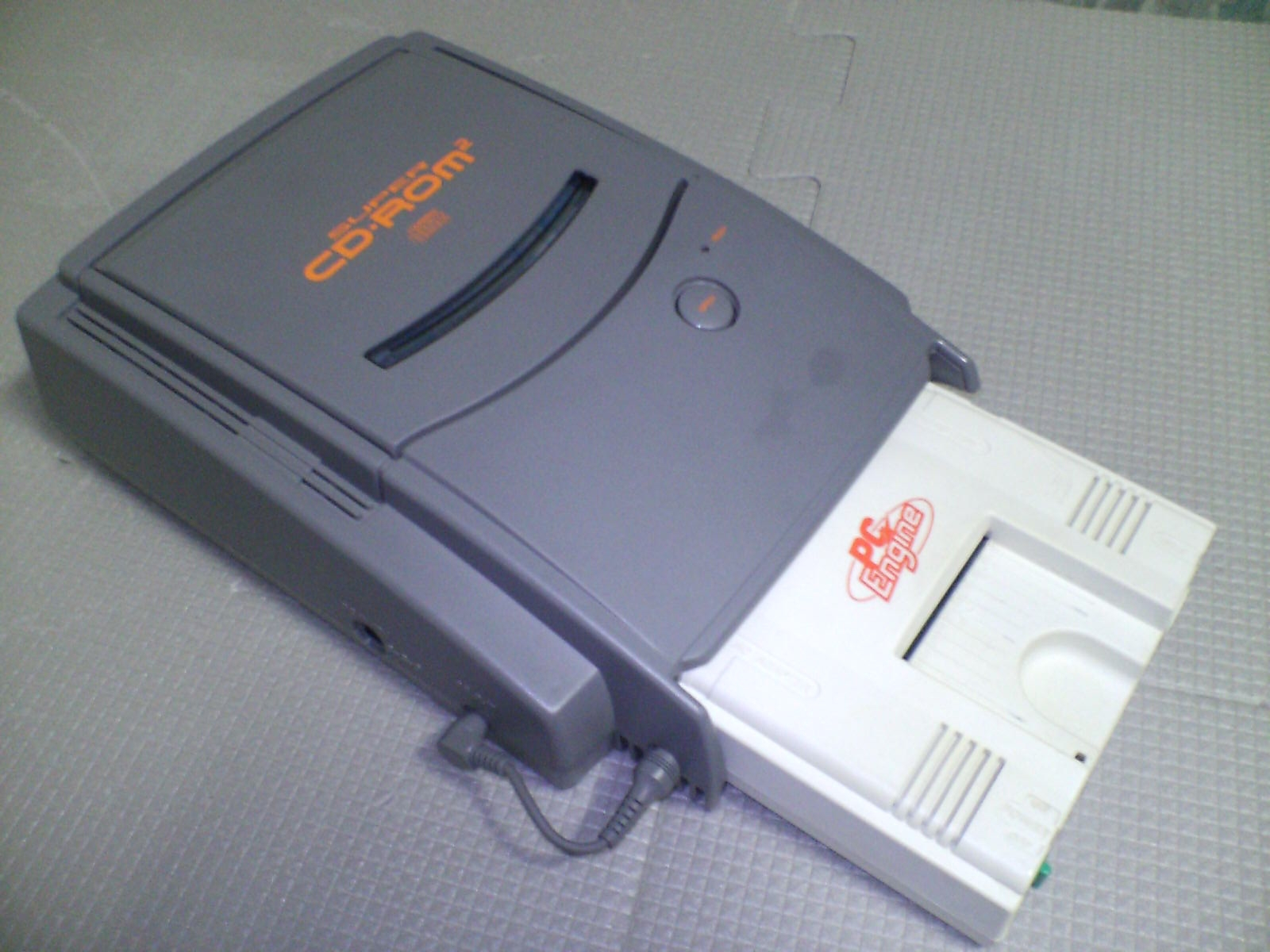
PC Engine Super-CD-ROM².
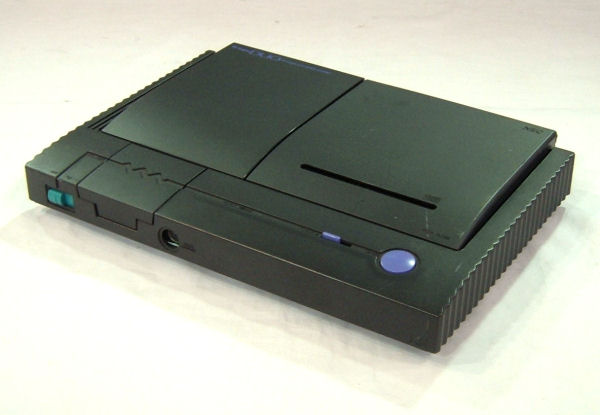
PC-Engine-Duo.
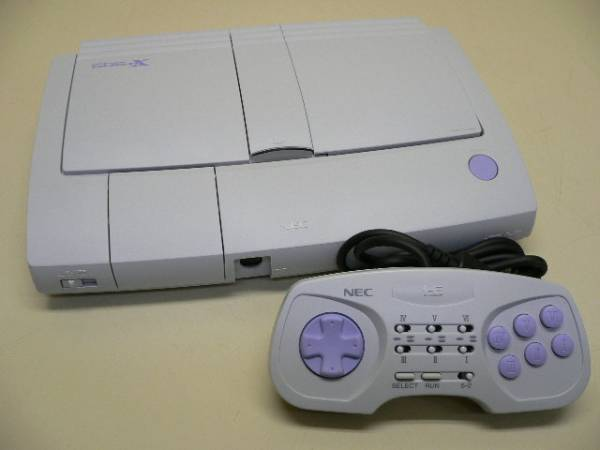
PC-Engine-Duo-RX.

## HuCard
PC Engine använde inte spelkassetter som sina konkurrenter, utan använde istället ett minneskort kallat HuCard, utvecklat av Hudson Soft.

## Hårdvara
- CPU: 8-bitars Hudson Soft HuC6280A @ 1,79 MHz eller 7,16 MHz
- RAM: 8 KiB
- VRAM: 64 KiB
- Upplösning: 512 × 242 (max), 256 × 240 (vanligast)
- Färgdjup: 9 bitar, 512 färger tillgängliga, 482 på skärmen samtidigt
- Spritar: 64 samtidigt
- Ljud: 6 kanaler

## Spel
PC engine är känd bland annat för sina shoot 'em up, ursprungstrogna arkad-konverteringar. Systemet har även ett antal spel som är legendariskt svåra att få tag på, till exempel Darius Alpha som kan kosta över 1 000 amerikanska dollar.
Toppspel:
- Gate of Thunder
- Castlevania: Rondo of Blood